# Сенале-Сан Феличе
Сена̀ле-Сан Фелѝче (на италиански: Senale-San Felice; на немски: Unsere Liebe Frau im Walde-Sankt Felix, Унзере Либе Фрау им Валде-Санкт Феликс) е община в Северна Италия, автономна провинция Южен Тирол, автономен регион Трентино-Южен Тирол. Разположена е на 1279 m надморска височина. Населението на общината е 773 души (към 2010 г.).
Административен център на общината е село Сан Феличе (на италиански: San Felice; на немски: Sankt Felix, Санкт Феликс).

## Език
Официални общински езици са и италианският и немският. Най-голямата част от населението говори немски.
| %     | Роден език      |
| 1,05  | Италиански език |
| 98,95 | Немски език     |
| 0,00  | Ладински език   |